# واردنیک
واردنیک (به ارمنی: Վարդենիկ) یک روستایی بزرگ در ارمنستان است که در استان گغارکونیک واقع شده‌است.  در  کیلومتری شمال گاوار، مرکز استان گغارکونیک واقع شده است.

## خصوصیات
واردنیک ۹٬۷۴۵ نفر جمعیت دارد و در ارتفاع 1994±1 متر بالاتر از سطح دریا قرار گرفته است.

## جاذبه‌های تاریخی

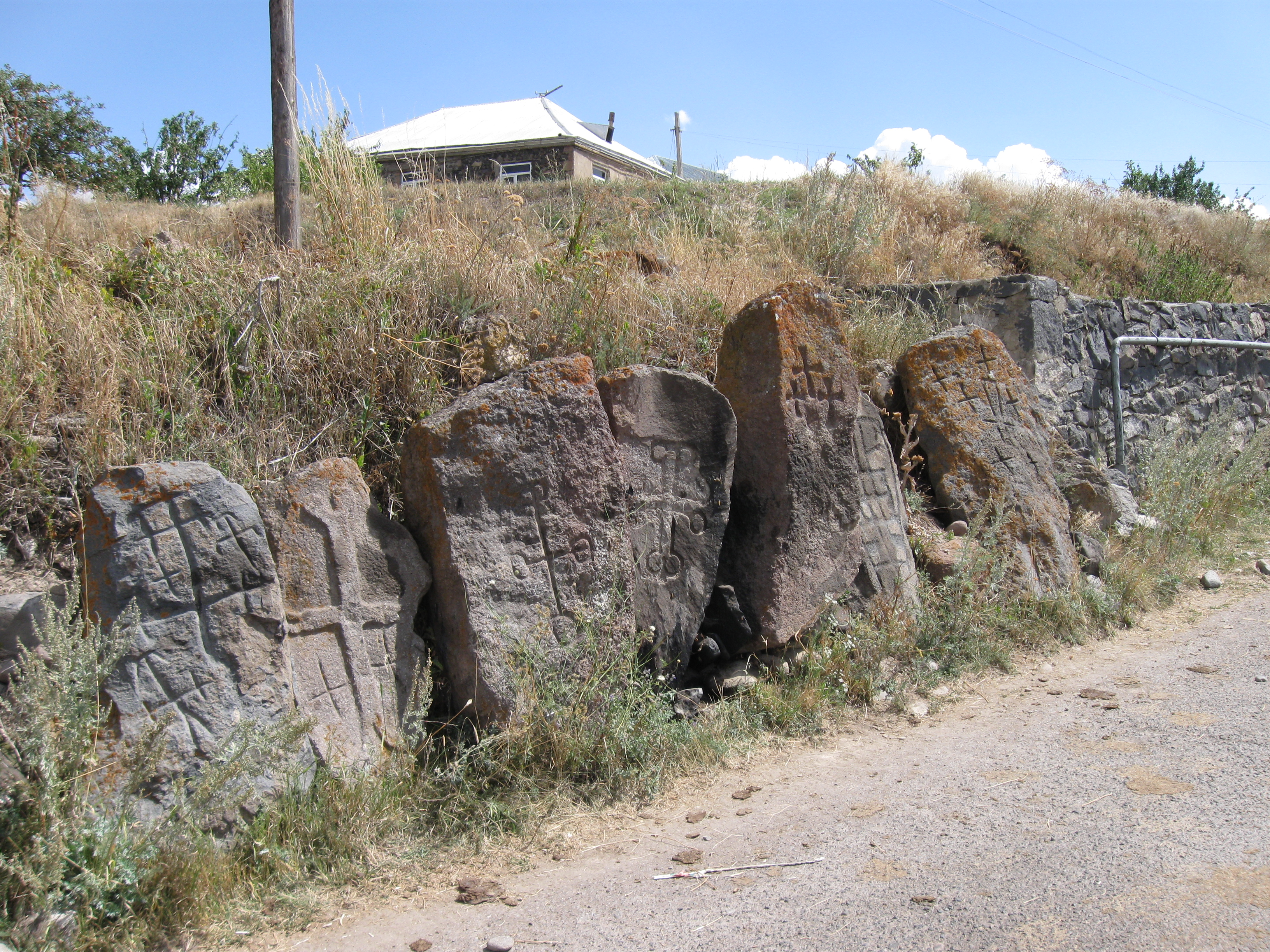
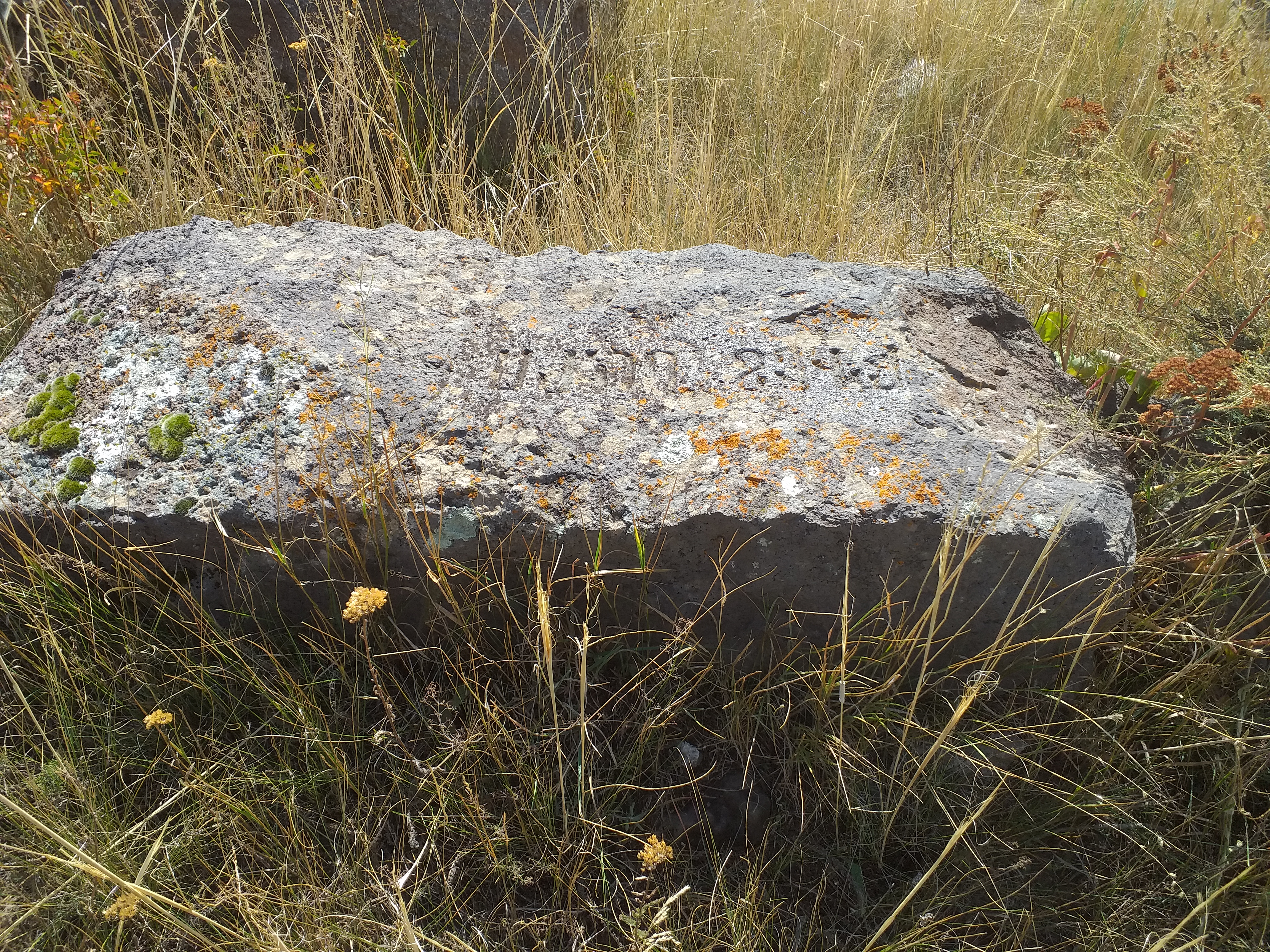
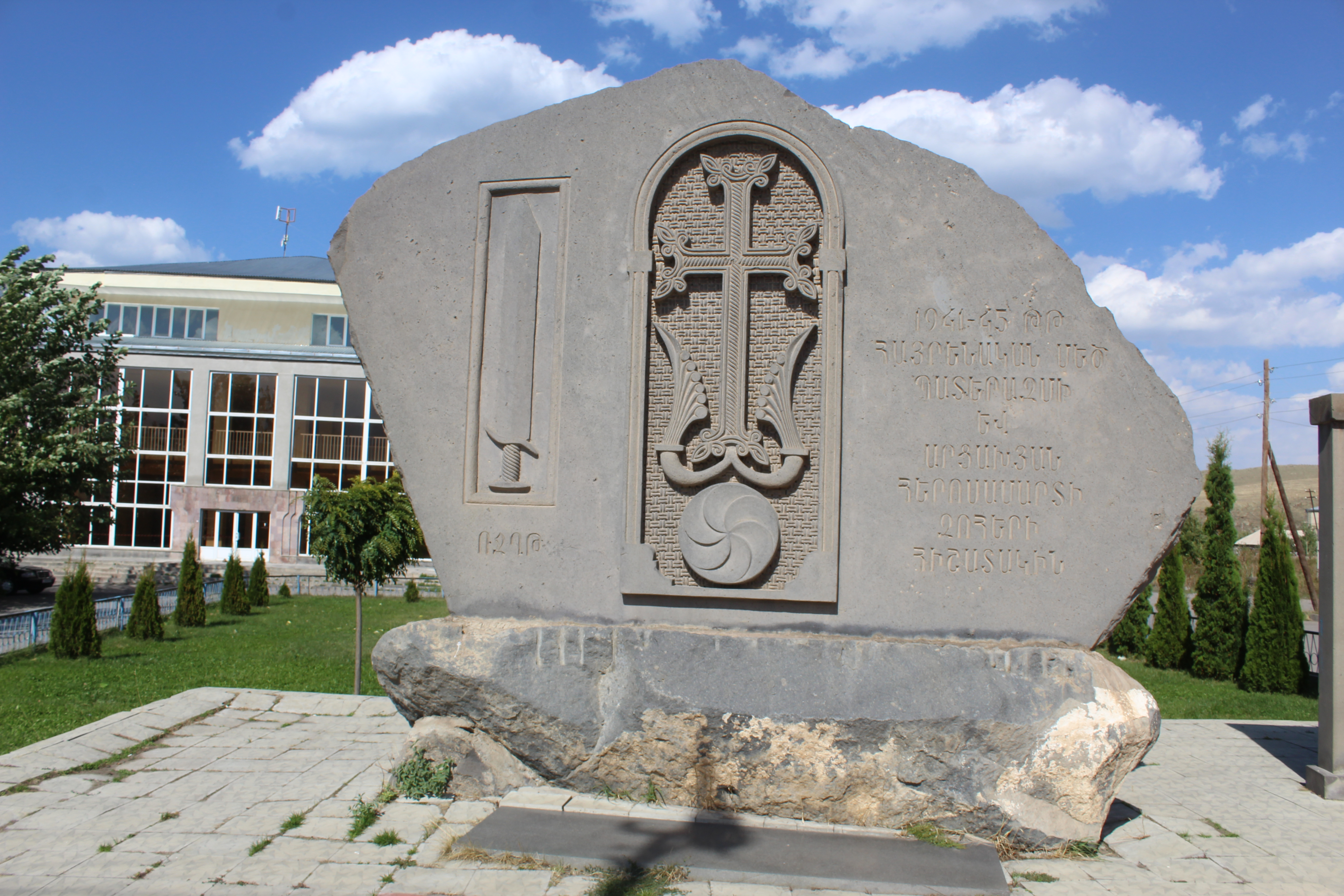
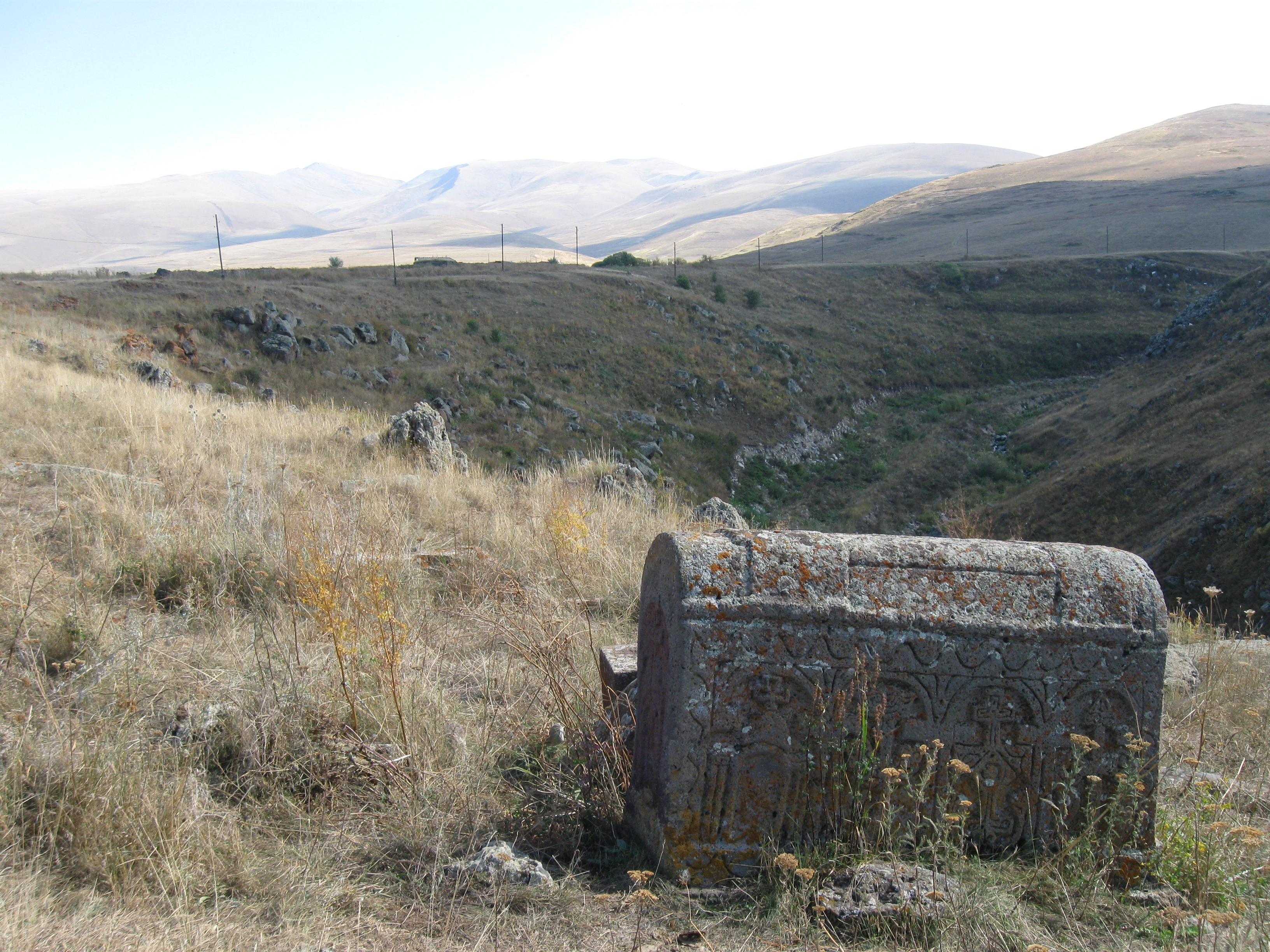
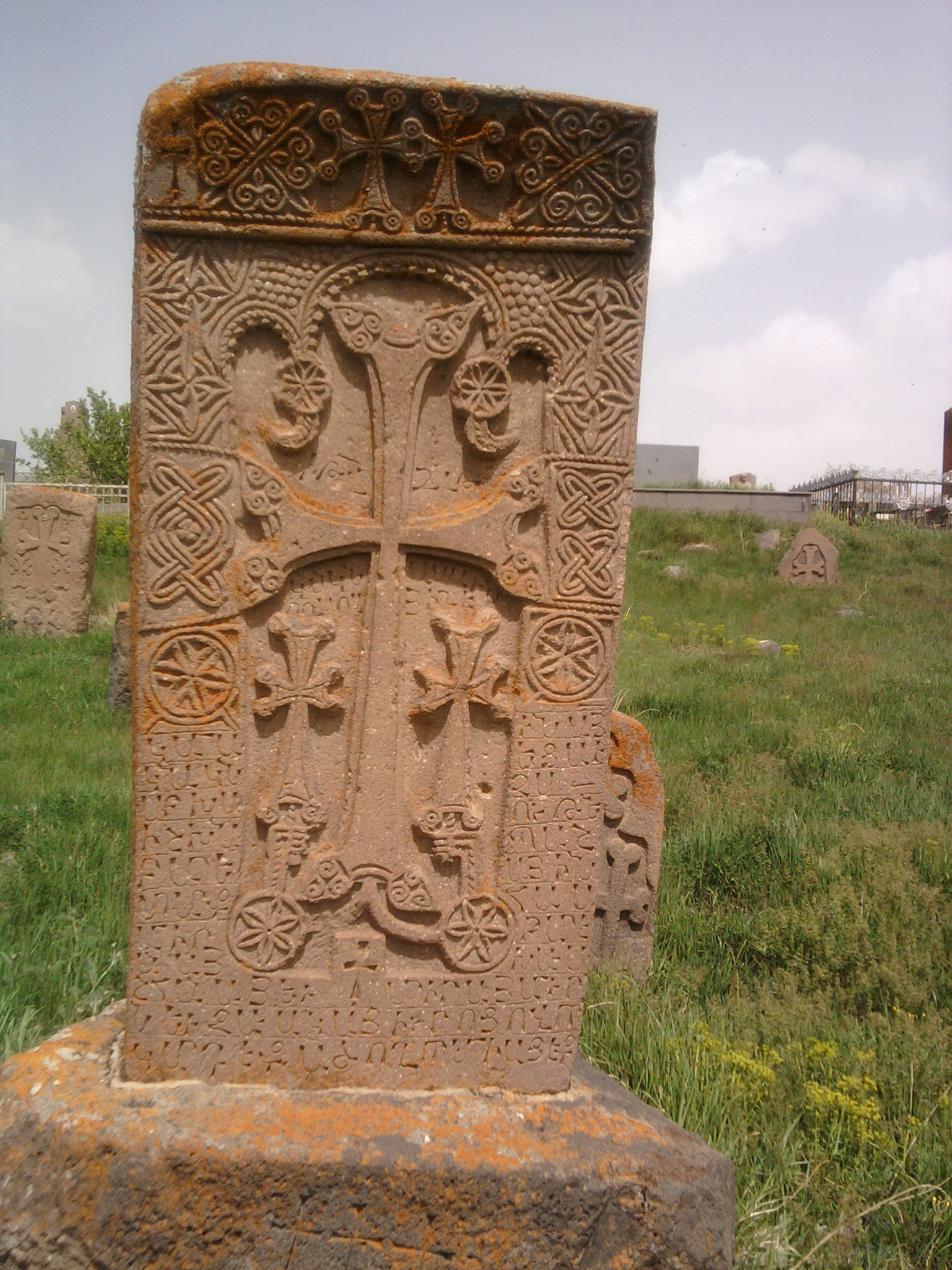
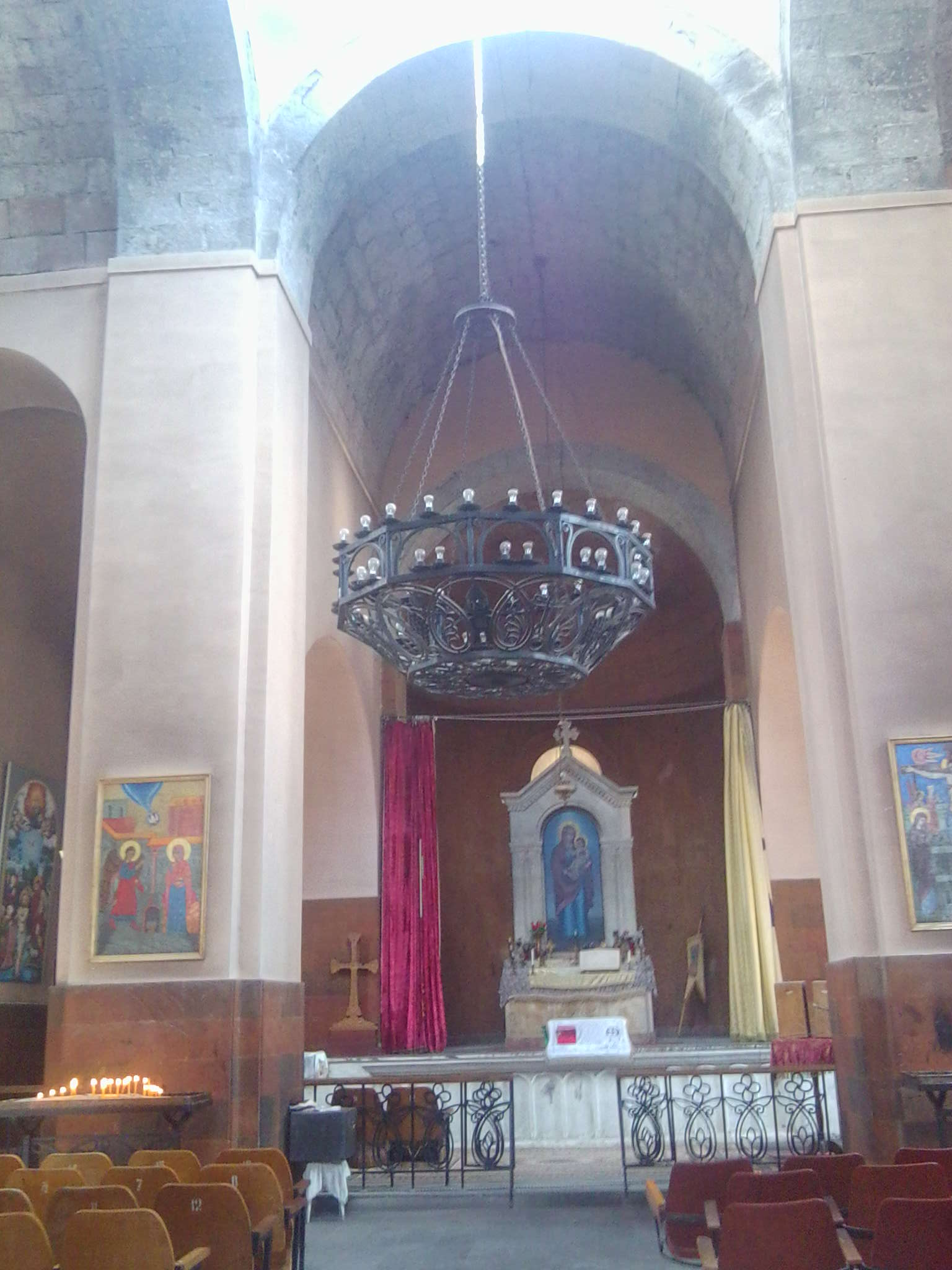
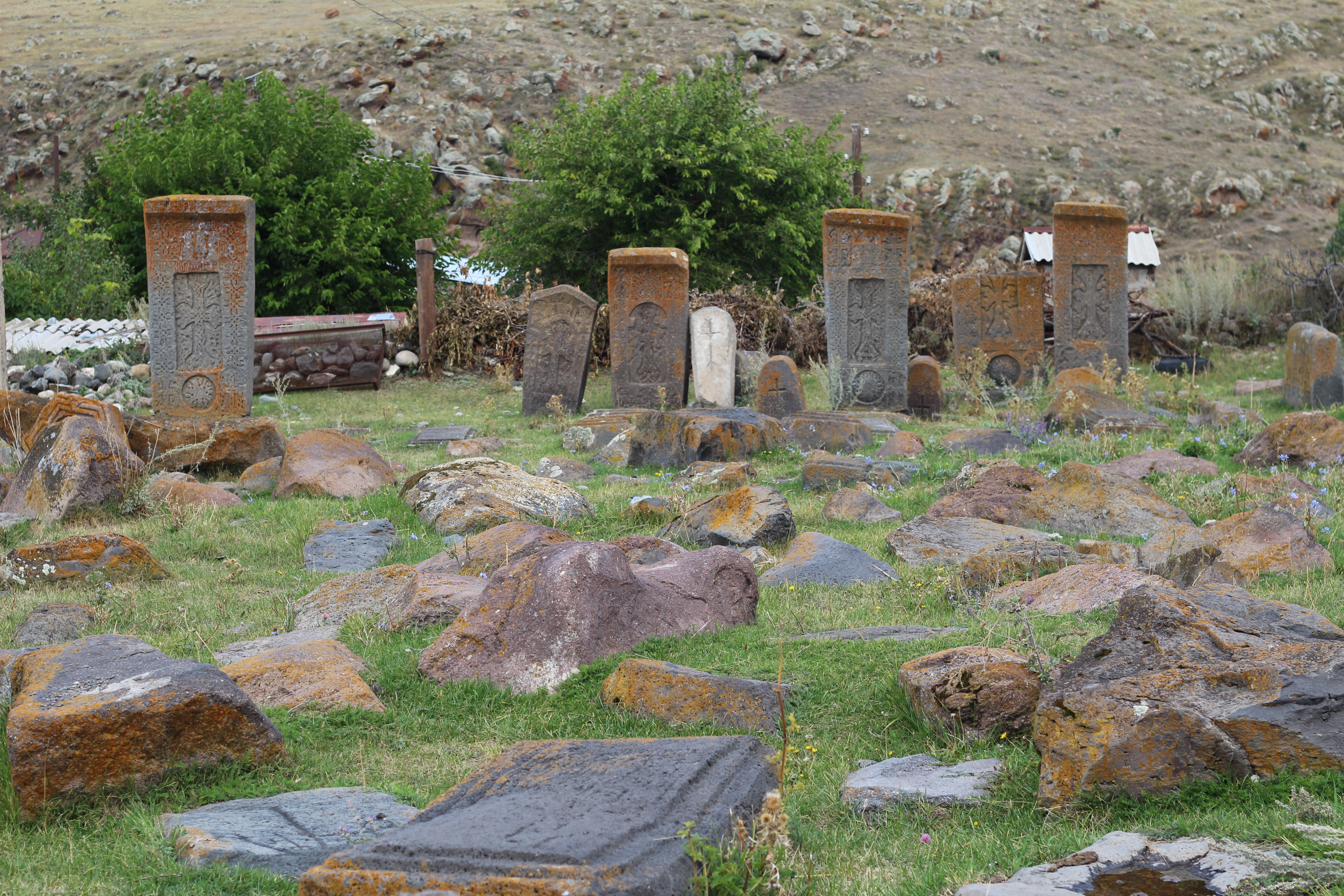
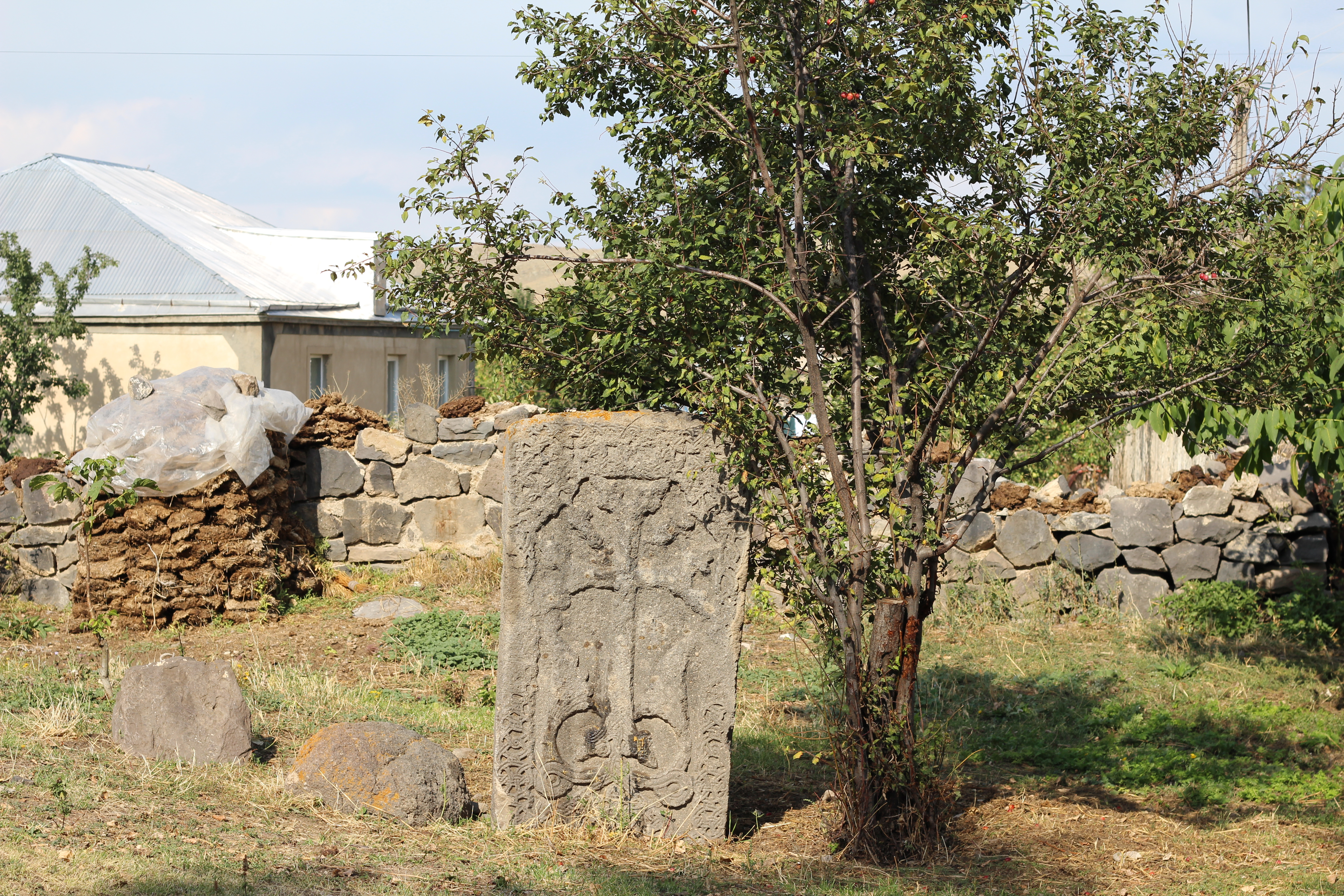
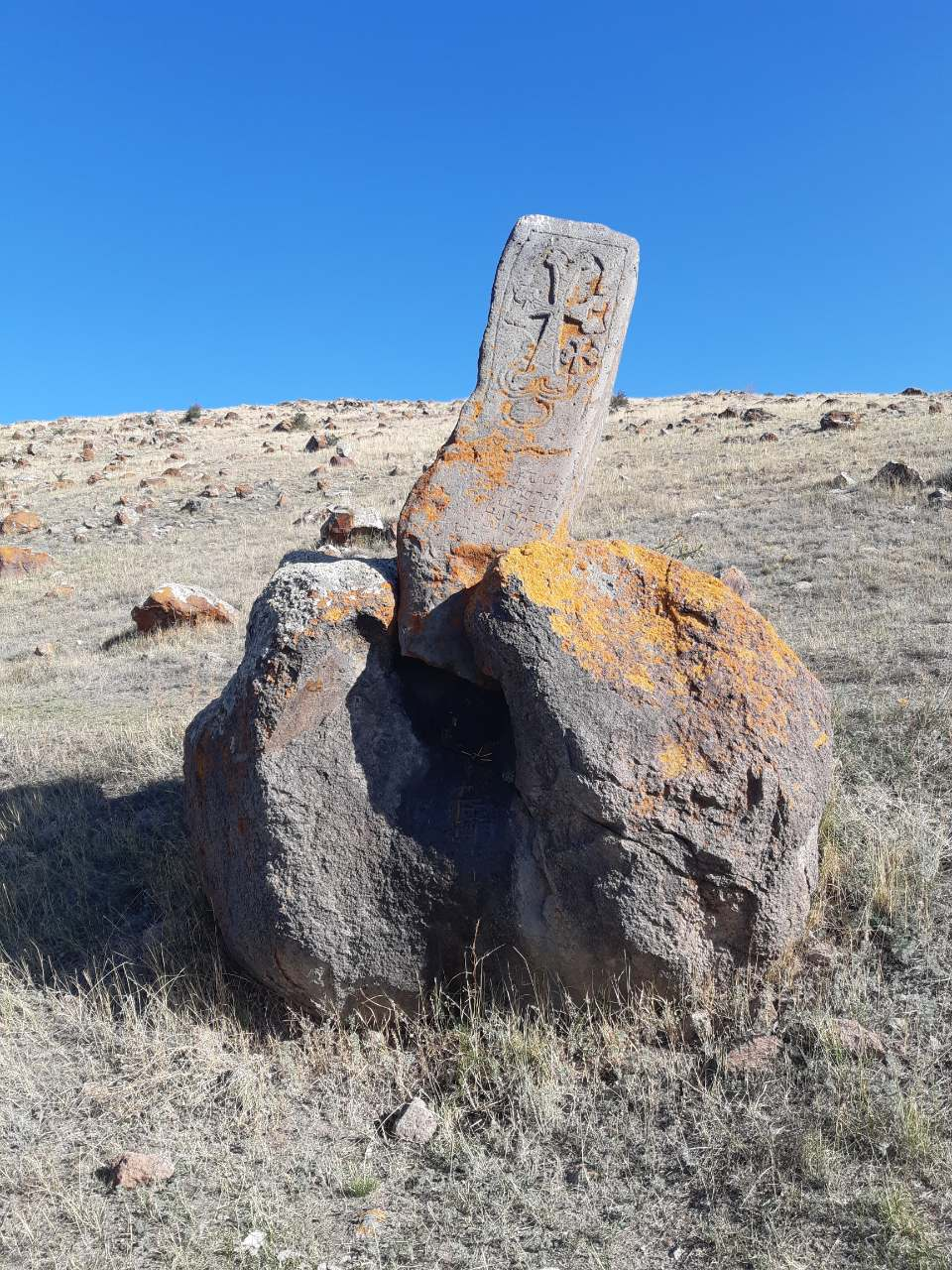
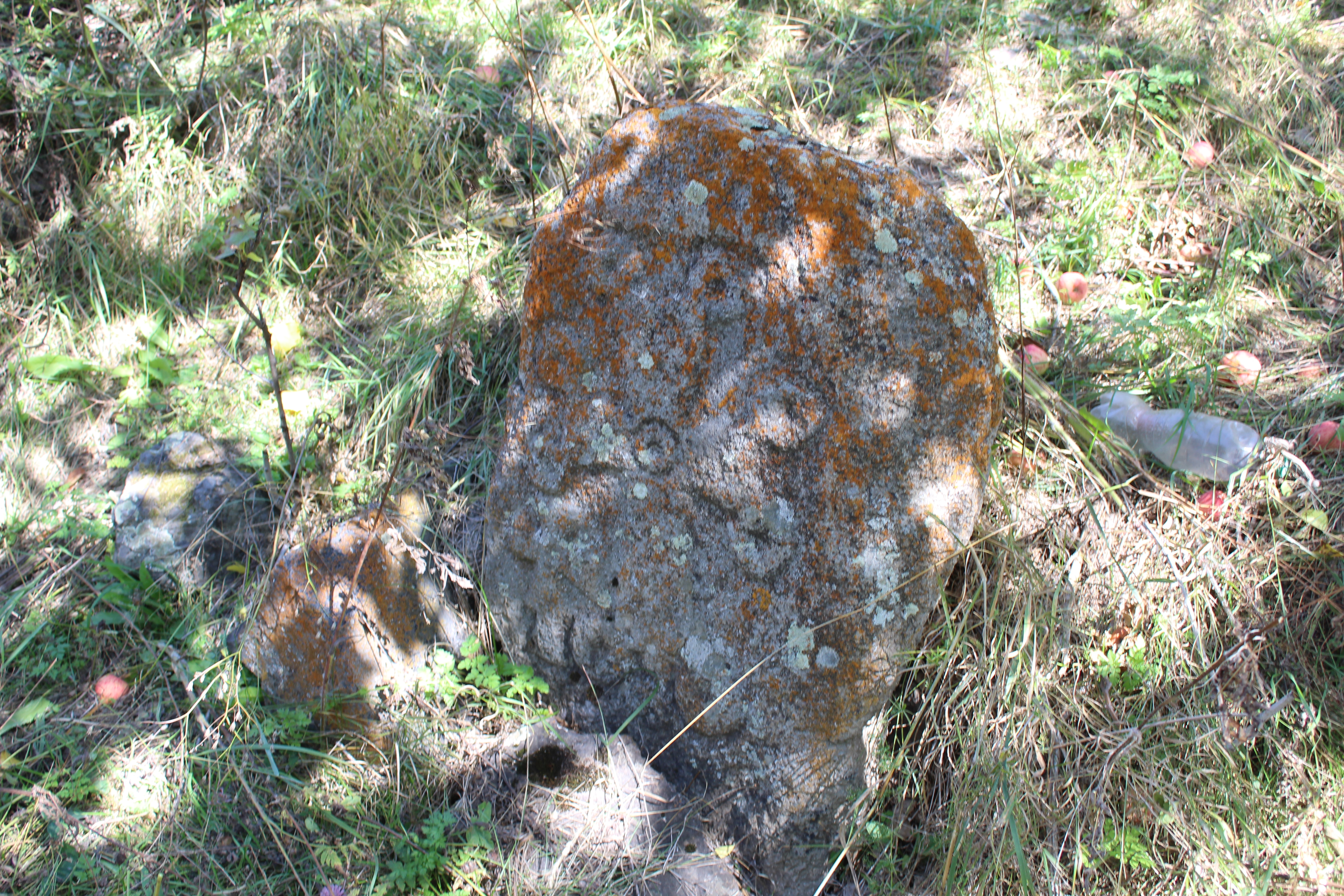
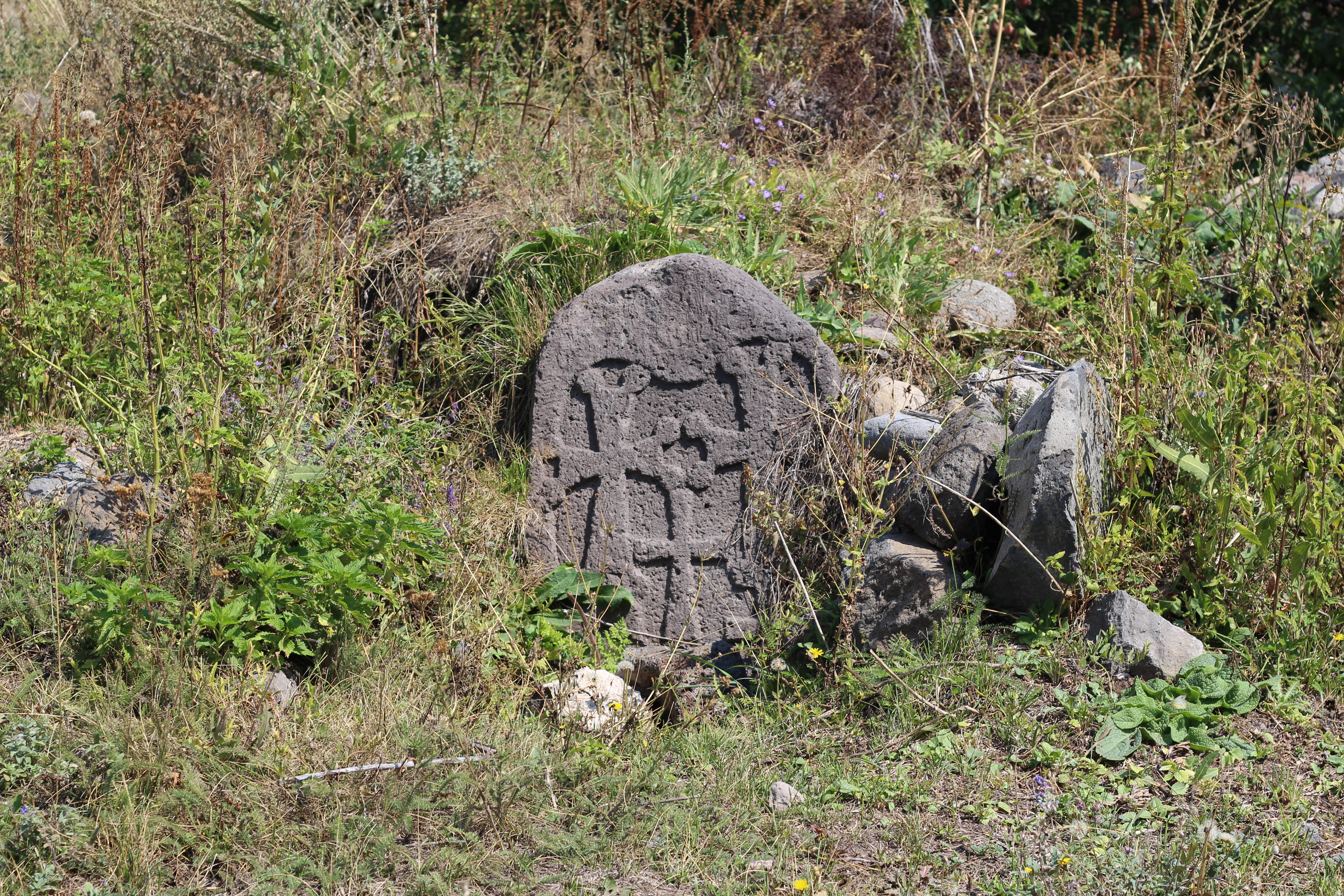
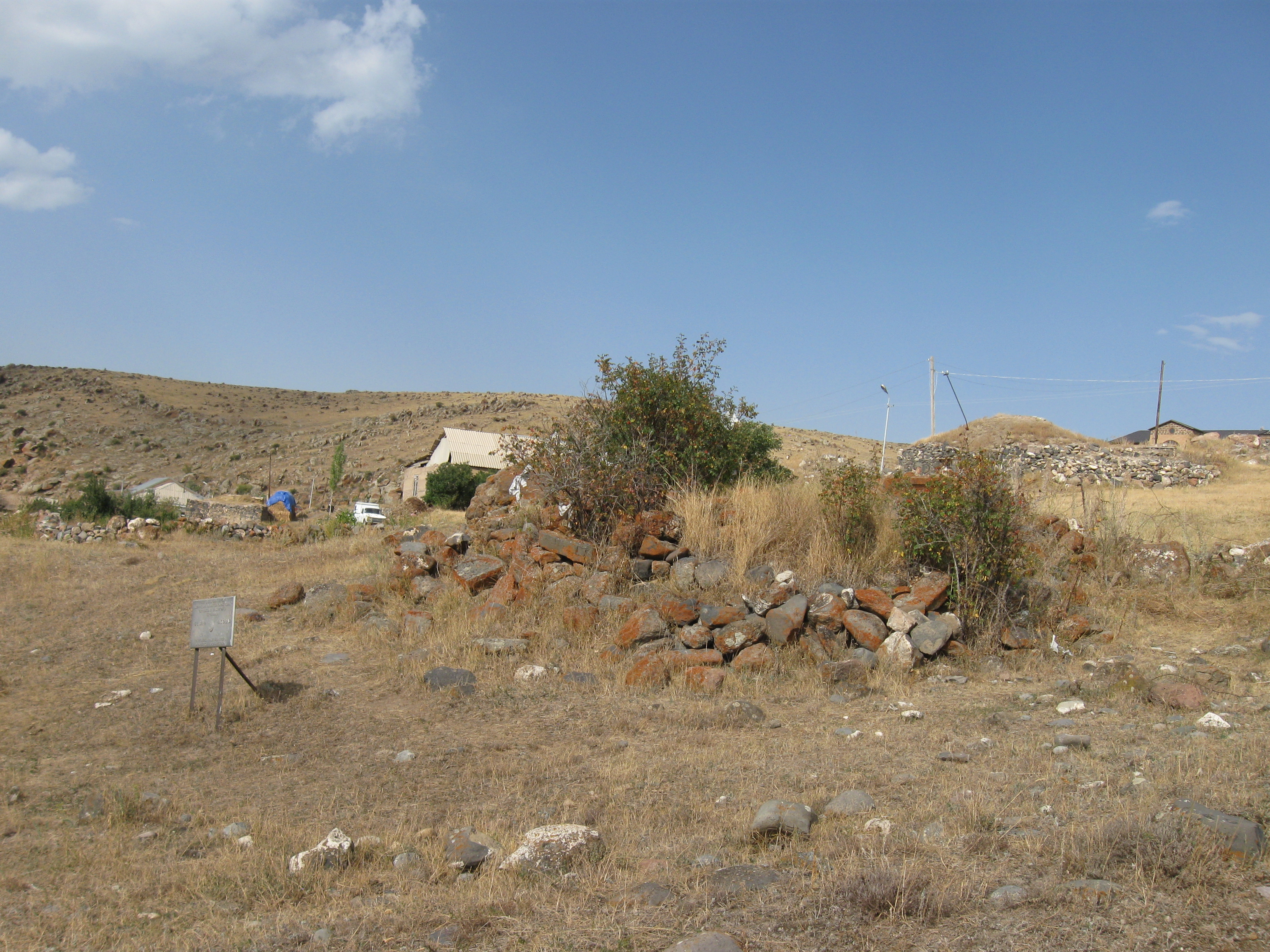
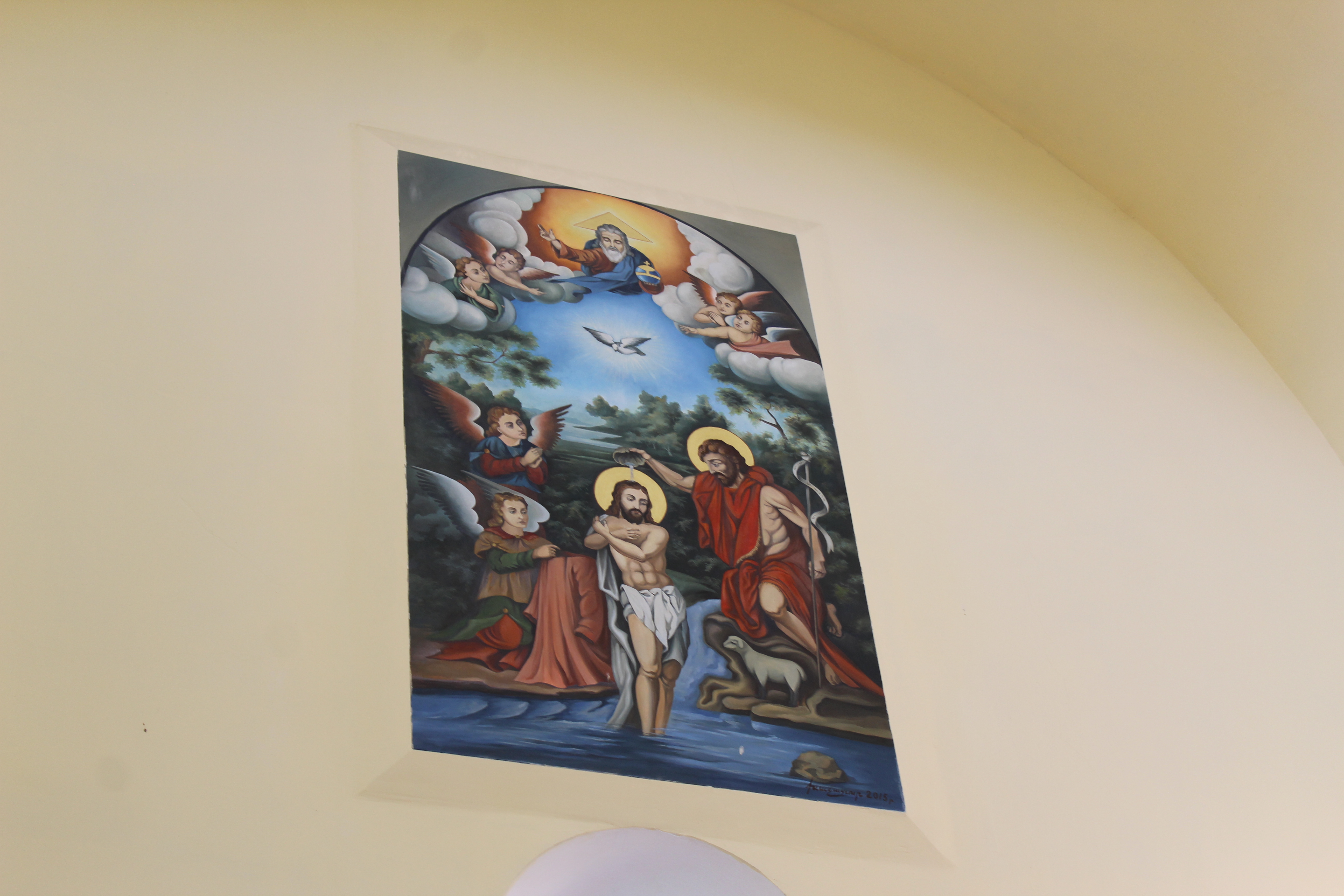
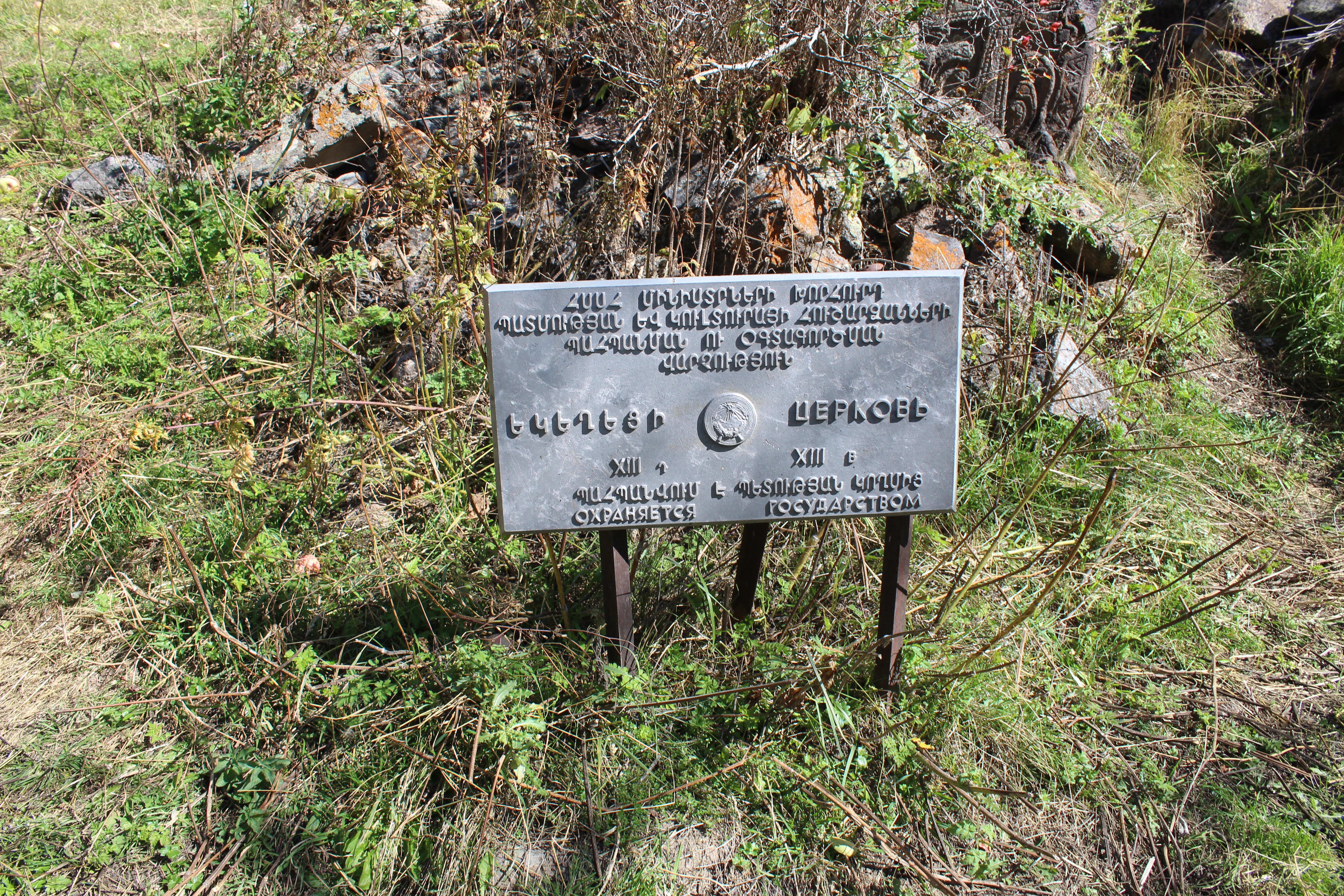
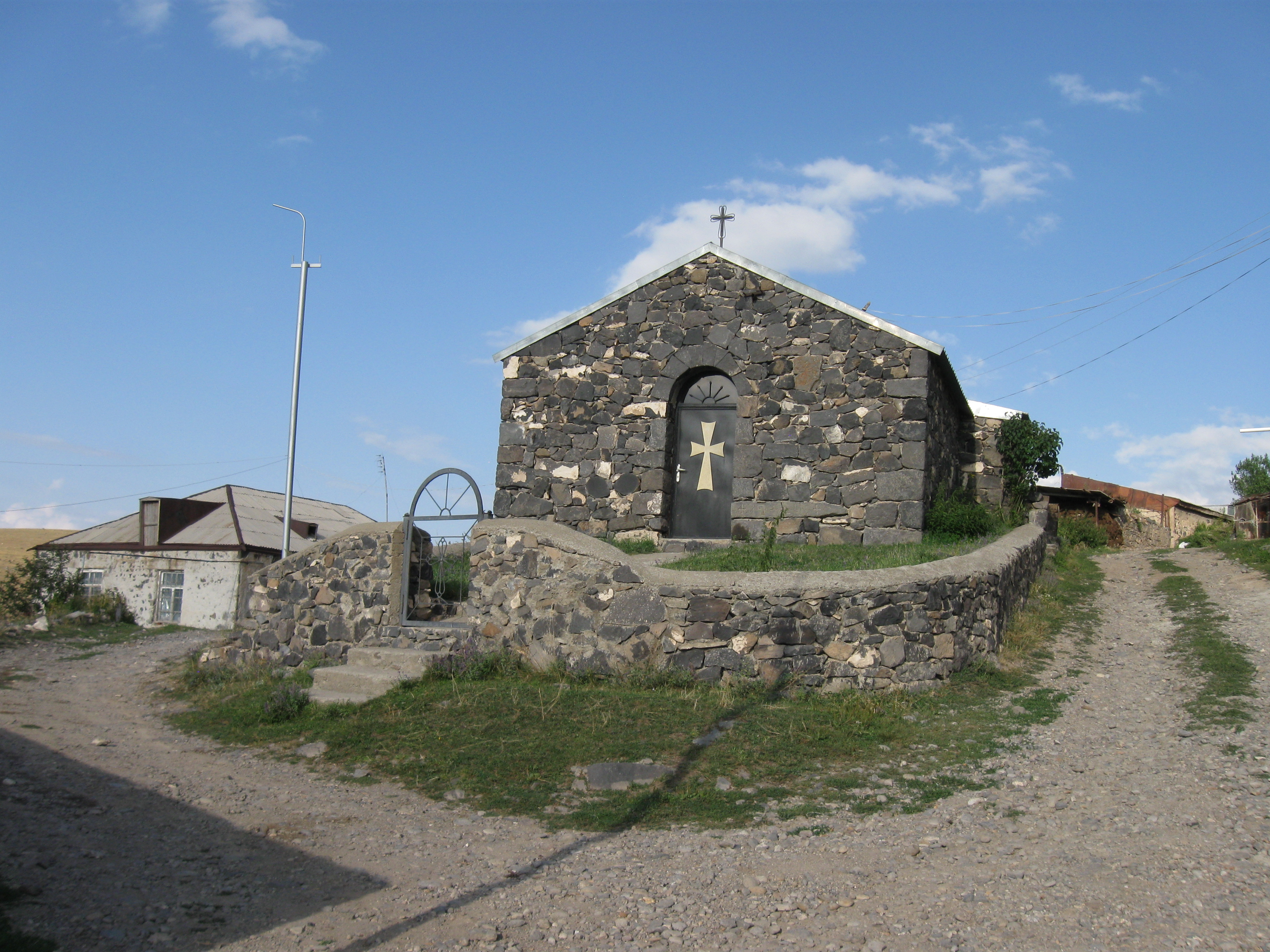
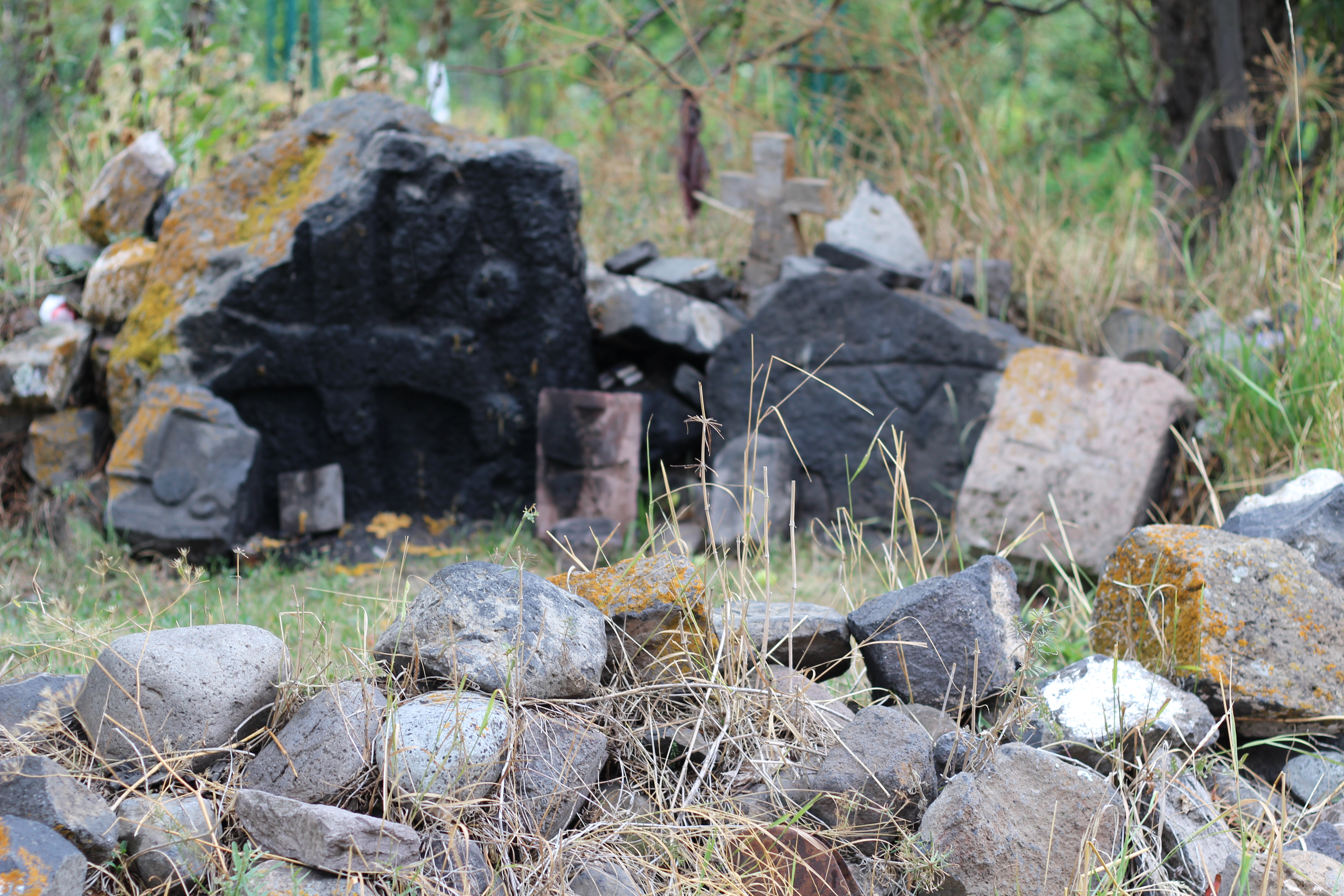
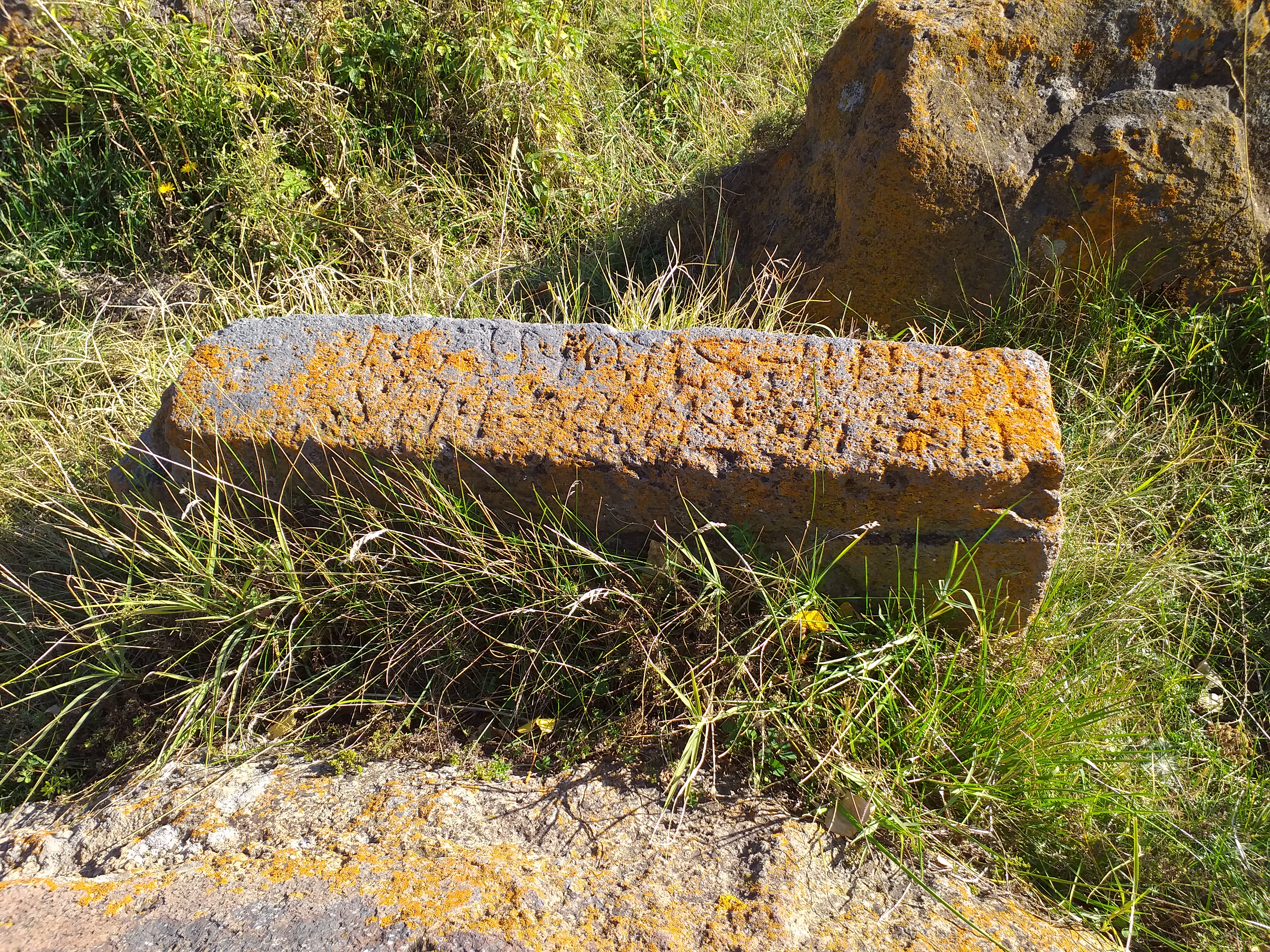
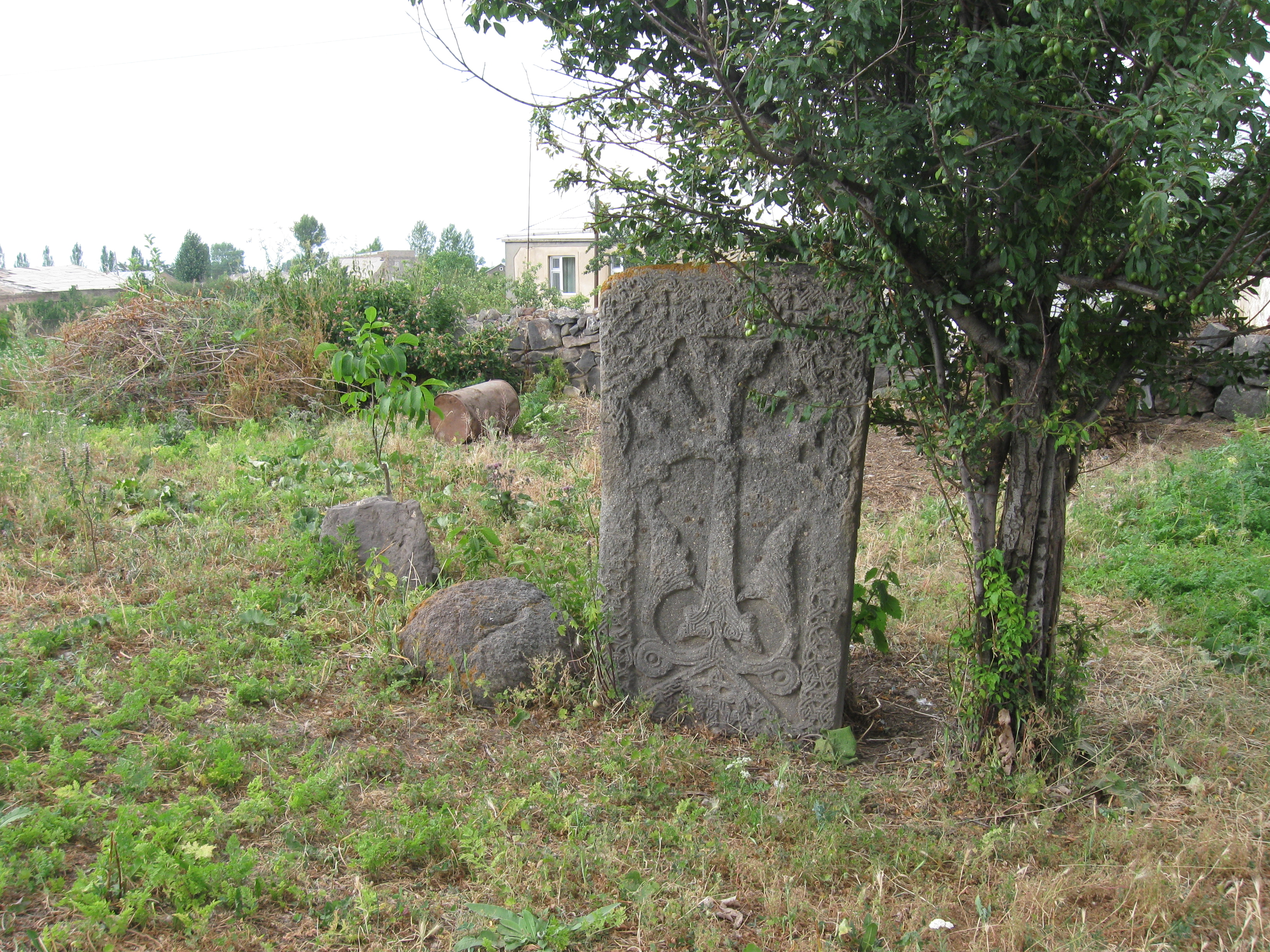
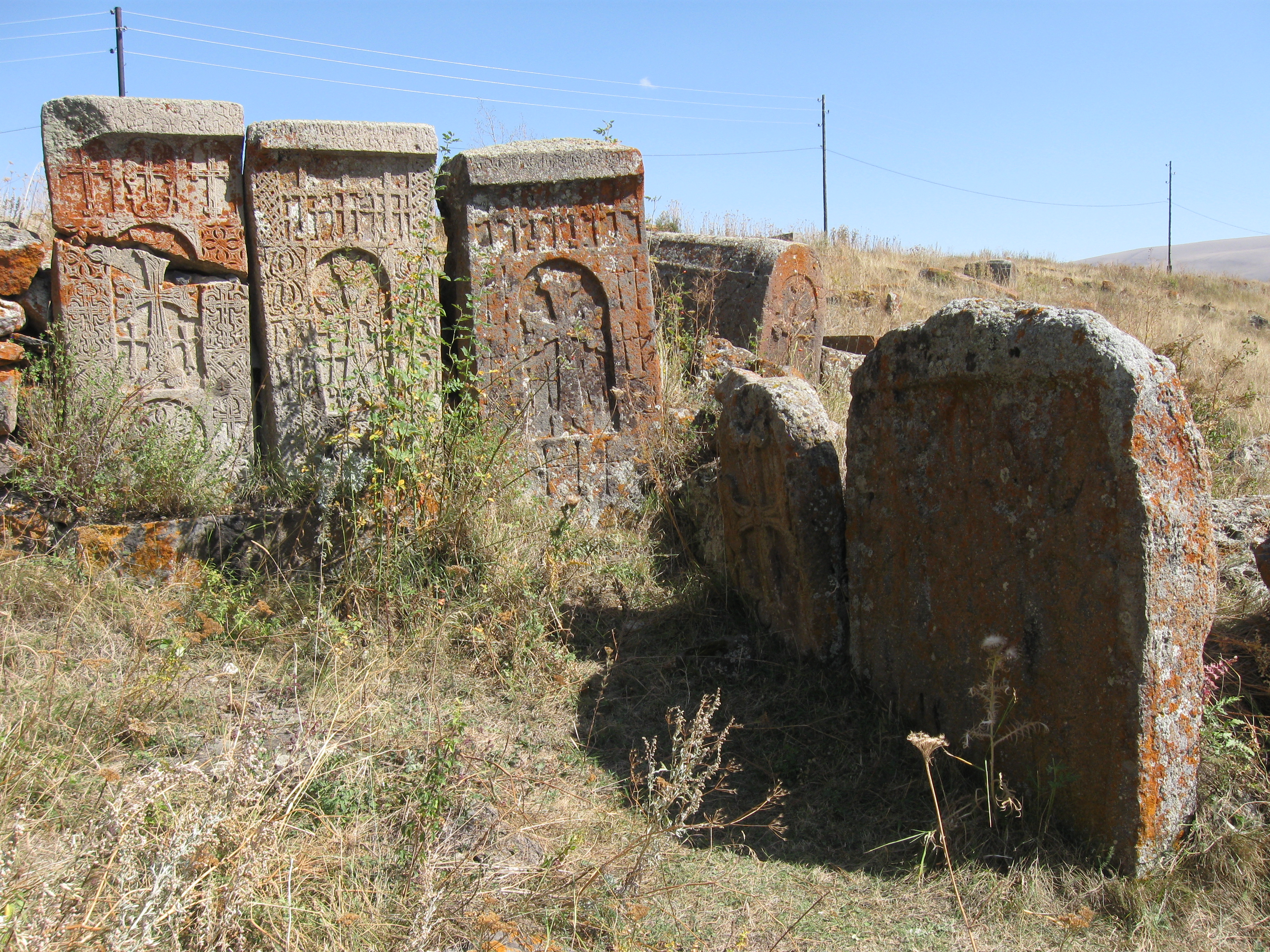
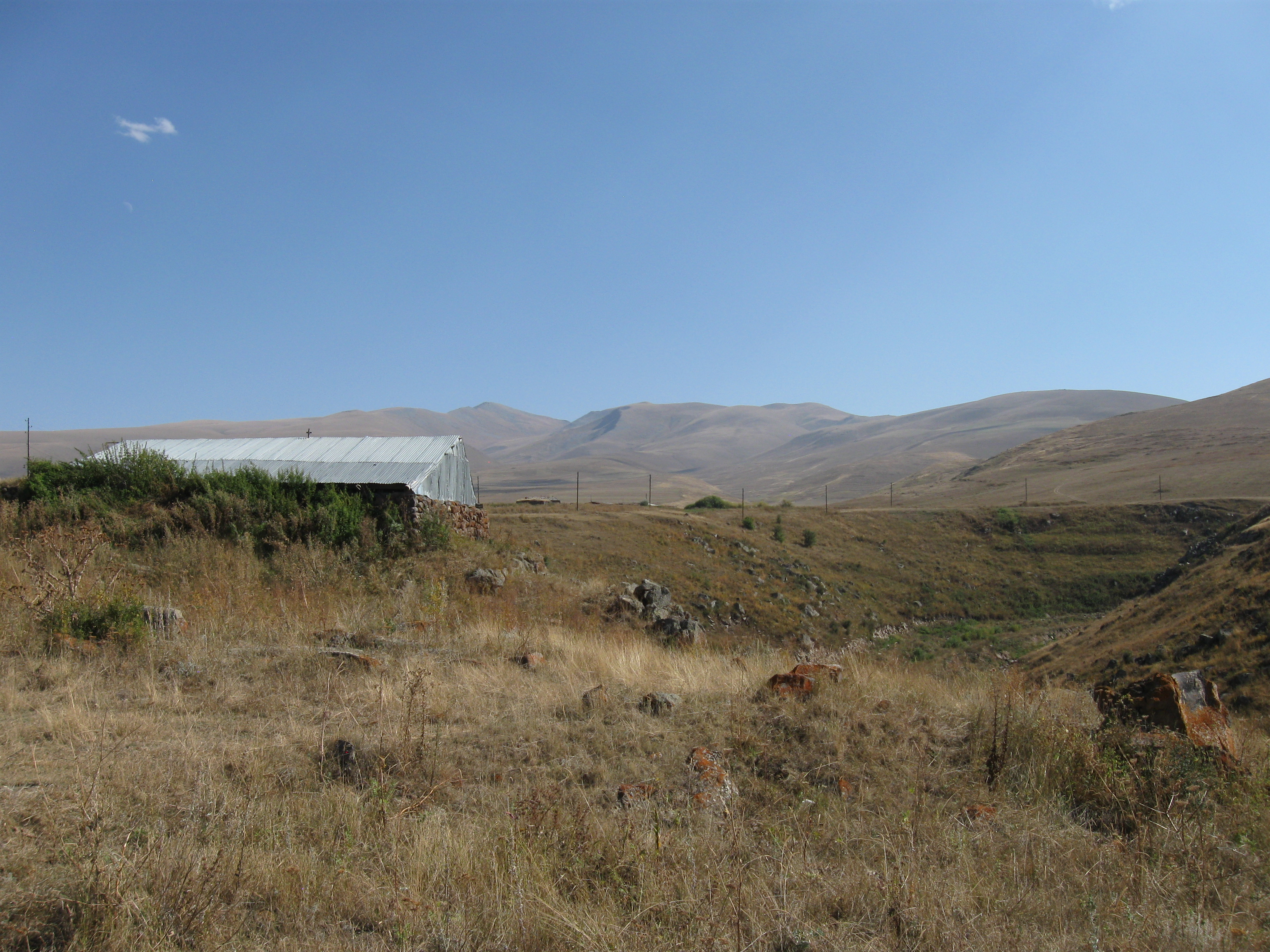
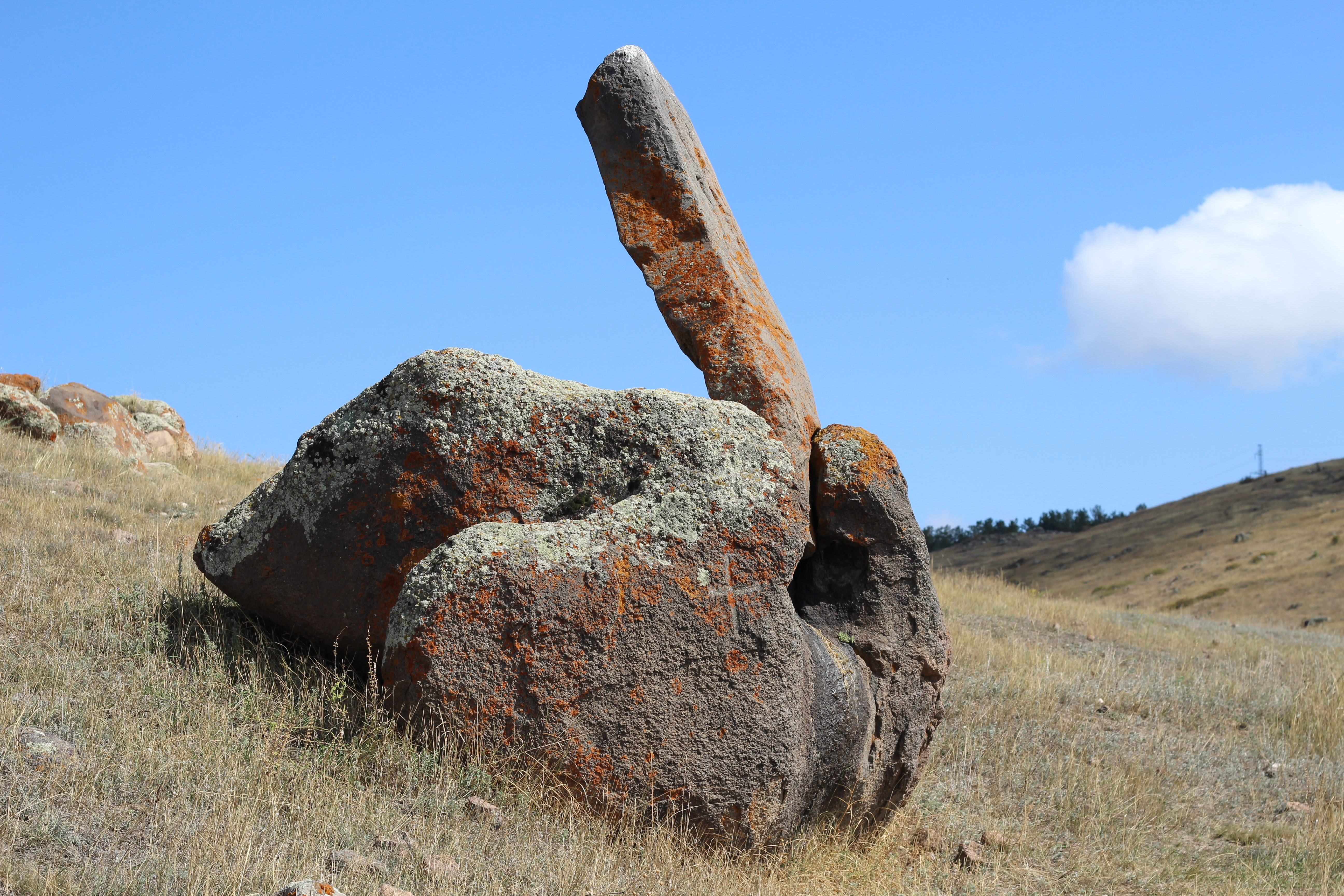
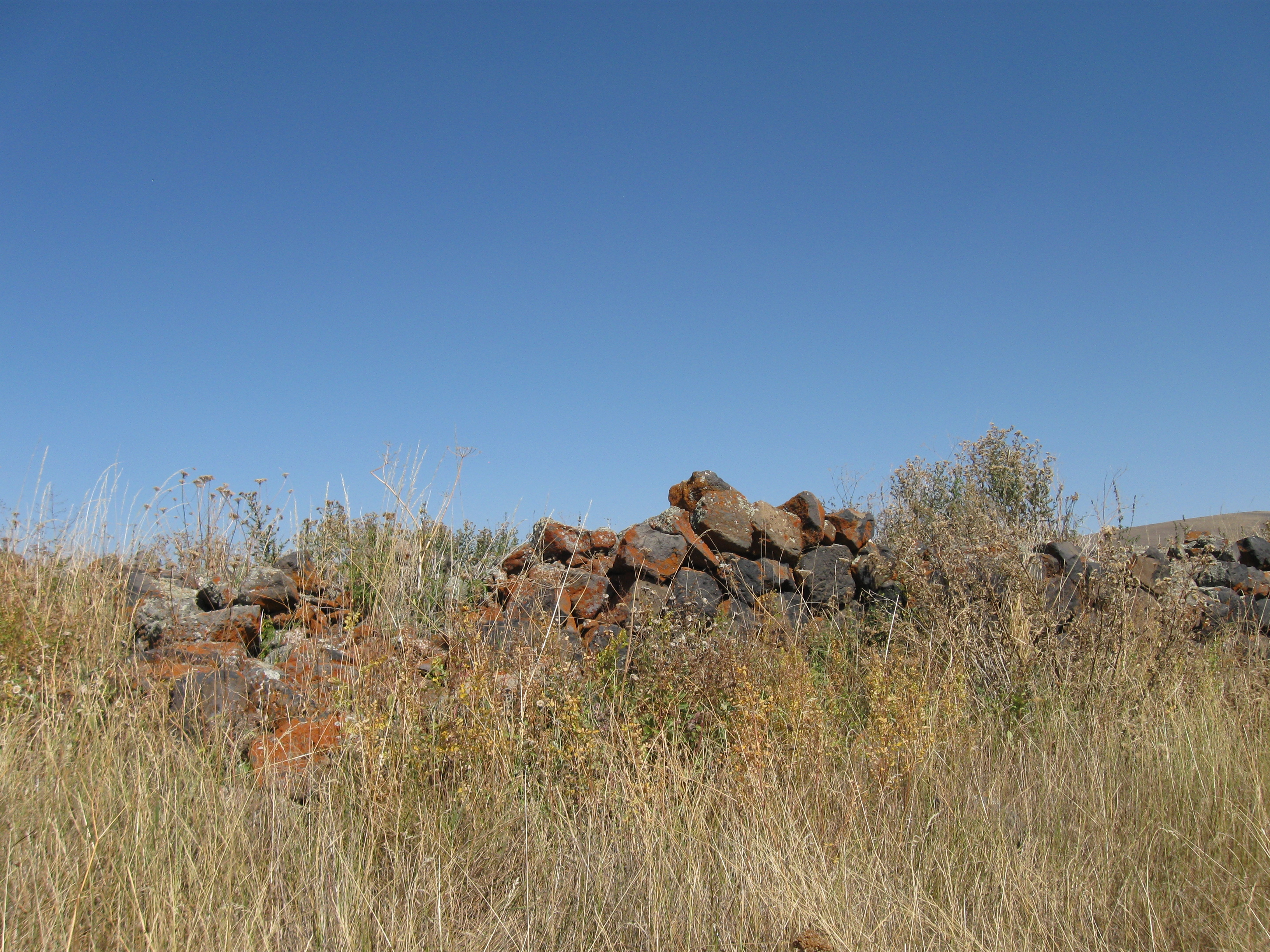
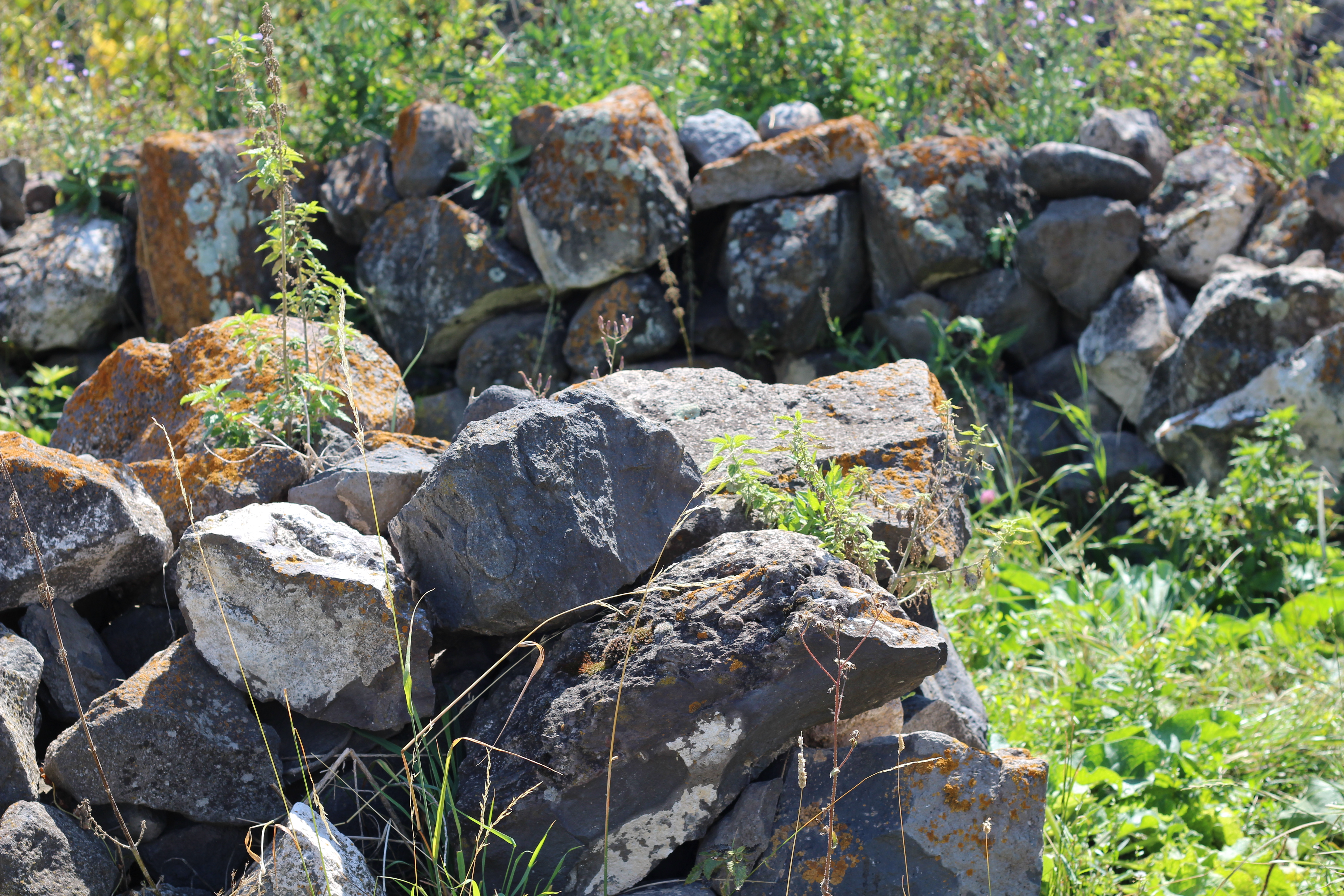
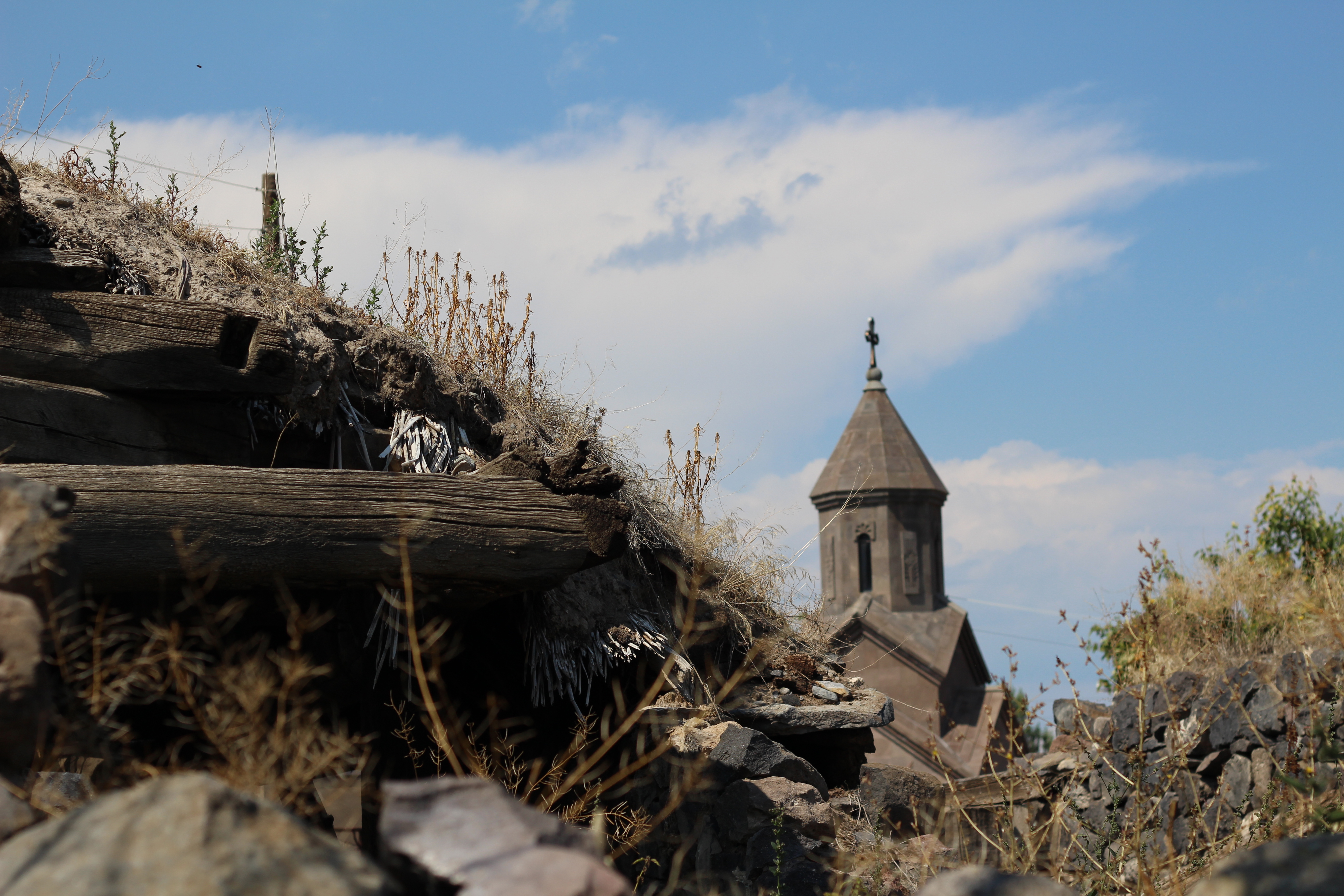
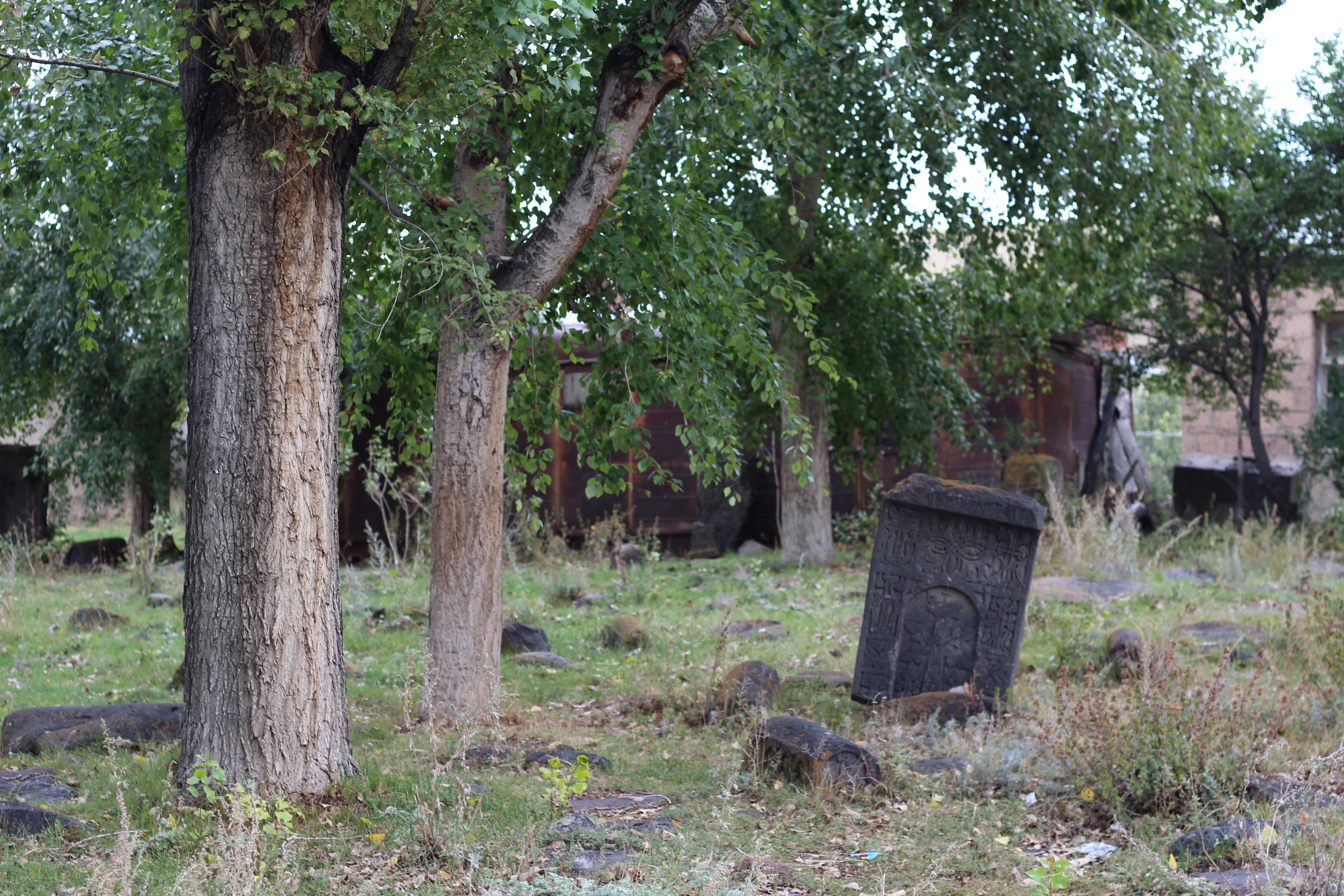
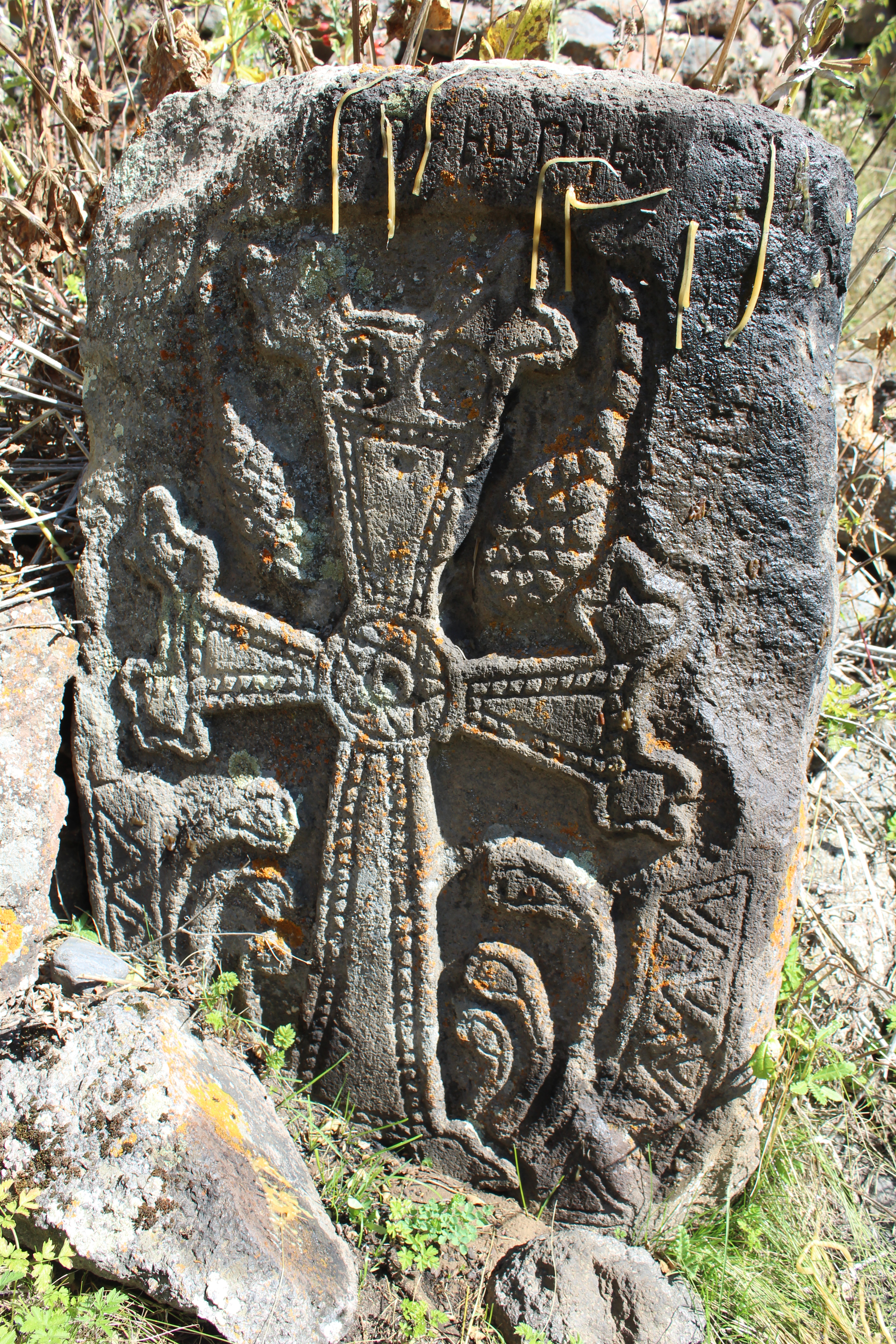